# Kim Gillingham
Kim Gillingham is een Amerikaanse actrice.

## Biografie
Gillingham begon in 1987 met acteren in de film Valet Girls. Hierna heeft ze nog meerdere rollen gespeeld in televisieseries en films, zoals 25 afleveringen in One Big Family (1986-1987), daarna heeft ze voornamelijk kleine rollen gespeeld in televisieseries.
Gillingham werkt tegenwoordig als lerares voor acteren in Los Angeles en New York, en zij is getrouwd en heeft uit dit huwelijk een kind. 

## Filmografie

### Films
- 2005 Guns Before Butter – als Kimberly
- 2004 In the Land of Milk and Money – als Laurie Shallot
- 2003 A Little Crazy – als Beth
- 1998 Sorcerers – als Goodstar
- 1990 Captain America – als Bernice Stewart en Sharon
- 1990 Corporate Affairs – als Ginny Malmquist
- 1987 Valet Girls – als meisje dat Madonna wil zijn

### Televisieseries
Uitgezonderd eenmalige gastrollen.
- 1986 – 1987 One Big Family – als Jan Hatton – 25 afl.